# Cyclosa mohini
Cyclosa mohini är en spindelart som beskrevs av Sarah Creecie Dyal 1935. Cyclosa mohini ingår i släktet Cyclosa och familjen hjulspindlar.
Artens utbredningsområde är Pakistan. Inga underarter finns listade i Catalogue of Life.